# Браунстаун (округ Ланкастер, Пенсилванија)
Браунстаун (енгл. Brownstown, Lancaster County) насељено је место без административног статуса у америчкој савезној држави Пенсилванија.

## Демографија
По попису из 2010. године број становника је 2.816.
| Група             | 2000.    | 2010.         |
| Белци             | 0 (0,0%) | 2.608 (92,6%) |
| Афроамериканци    | 0 (0,0%) | 12 (0,4%)     |
| Азијати           | 0 (0,0%) | 70 (2,5%)     |
| Хиспаноамериканци | 0 (0,0%) | 89 (3,2%)     |
| Укупно            | 0        | 2.816         |